# Mecistocephalus hebrides
Mecistocephalus hebrides är en mångfotingart som först beskrevs av Chamberlin 1944.  Mecistocephalus hebrides ingår i släktet Mecistocephalus och familjen storhuvudjordkrypare.
Artens utbredningsområde är Vanuatu. Inga underarter finns listade i Catalogue of Life.